# Родионов, Иван Дмитриевич
Иван Дмитриевич Родионов (1852, Одоев, Тульская губерния — 12 июня 1881, Ялта) — русский поэт-суриковец.

## Биография
Родился по разным данным в 1850, 1851 или 1852 году. Его отец вёл бакалейную торговлю, Дмитрий с малых лет помогал ему по лавке. Грамоте выучился дома. Ссоры с отцом из-за чтения книг привели к разладу в семье, и в семнадцатилетнем возрасте Иван решил уехать в Москву.
Около 1870 года поселился в Москве, служил приказчиком, затем артельщиком Российского общества транспортирования кладей на товарной станции.
Подружился с Иваном Суриковым, и тот был посажённым отцом у Родионова на свадьбе.
Участвовал в сборнике поэтов-самоучек «Рассвет» (1872), подготовленном и напечатанном Суриковым. Печатался с начала 1870-х годов в стихи в «Будильнике», «Воскресном Досуге», «Грамотее», «Иллюстрированной Газете», «Иллюстрированной Неделе», «Неве», «Развлечении», «Рассвете» и «Ремесленной Газете», иногда под псевдонимом И. Евсев. Некоторые его стихотворения собраны в книге «Нужды».
Один из друзей поэта-самоучки в своих воспоминаниях, напечатанных в «Неве» в 1881 году, писал: «Живо припоминаю симпатичный облик Ивана Дмитриевича. Сколько было в нём задушевности, которая так ярко выливалась в его стихотворениях! В последний раз я виделся с ним, когда он пришёл меня провожать из Москвы, вместе с Суриковым. Сколько тогда высказалось между нами симпатий и чувств, будто чувствовалось последнее расставание с умершими друзьями. Как теперь помню, прощаясь со мною, Иван Дмитриевич говорил: „смотри, друг милый, не брани, не кори, что я тебе писать буду редко; не охочь я писать письма; ты же пиши ко мне часто“».
У Ивана Родионова рано развилась чахотка. Умер он в Ялте 12 июня 1881 года в возрасте 29 лет «после тяжких и мучительных страданий».
После его смерти в Москве в 1896—1897 годах вышел «Сборник стихотворений, посвящённый памяти поэта-самоучки И. Д. Родионова».